# バーナード・ウェーバー
バーナード・ウェーバー（英語: Bernard Waber、1921年9月27日 – 2013年5月16日）は、『ワニのライルがやってきた』（1962年）、『ワニのライル、動物園をにげだす』（1965年）以降の『ワニのライルのおはなし』シリーズで有名なアメリカの児童文学作家である。

## 背景
ペンシルベニア州フィラデルフィアでヘンリーとポーリーンのウェーバー夫妻の間に生まれる。ペンシルベニア大学で財政学の学位を取得したが、第二次世界大戦の勃発とともに軍に入隊するために退学した。1942年から1945年まで、ウェーバーは二等軍曹としてアメリカ陸軍に勤務していた。終戦後、フィラデルフィア芸術大学で学業に復帰した。1951年に大学を卒業し、学位を取得した。
卒業後、商業アーティストとしてのキャリアをスタートし、やがて、絵本の挿絵や執筆を手がけるようになった。28歳の時、バーナードはエセル・バーンスタインと結婚し、夫婦でニューヨークに移り住んで3人の子どもをもうけた。子供たちが幼い頃、ウェーバーはコンデナスト・パブリケーションズの美術部門で働きながら、夜と週末に本を書く生活を送った。

## 作品
ウェーバーは『ネズミなんていないでしょ？』『Evie and Margie』『アリクイのアーサー』や『A Lion Named Shirley Williamson』など、動物たちの冒険を描いた数々の児童文学を執筆した。1962年から始まった『ワニのライルのおはなし』シリーズは、彼の最もよく知られた児童書である。本の中では、主人公のライルはバスタブに住んでいる都会育ちのワニとして描かれている。ライルは会う人みんなに喜びを与えてくれる性格である。
1954年、ウェーバーは最初の絵本である『My Egg, Your Egg! by Eleanor Estes』をG・P・プットナムズ・サンズ社から出版した。
アメリカ同時多発テロ事件の直後、ウェーバーは『勇気』という本を書いた。この本では、様々な登場人物を通じて、子供達に勇気の意味を説いている。

## 死去
ウェーバーは2013年5月16日、腎不全のため死去した。死去当時、出版社であるホートン・ミフリン・ハーコートは、彼の33冊の本の実売部数が175万部だったことを発表した。

## 書籍一覧
日本語で刊行されているものの一覧。
- Rich Cat, Poor Cat. Houghton Mifflin Company. (1963). ISBN 978-0590430913
  - 『かねもちのねことびんぼうなねこ』光吉夏弥（翻訳）、大日本図書、1988年3月。ISBN 978-4477162553。
  - 『かねもちのいえのねこといえのないねこ』あきのしょういちろう（翻訳）、童話館出版、2008年8月。ISBN 978-4887500990。
- 『アリクイのアーサー』みはらいずみ（翻訳）、のら書店、2001年12月（原著1967年）。ISBN 978-4931129412。
- 『ライルはにんきもの』八木田宜子（翻訳）、あかね書房〈世界の創作幼年童話 1〉、1969年。
- 『ライルにきたてがみ』八木田宜子（翻訳）、あかね書房〈世界の創作幼年童話 6〉、1970年。
- Ira Sleeps Over. Houghton Mifflin Company. (1972). ISBN 978-0395138939
  - 『アイラのおとまり』前沢明枝（翻訳）、徳間書店、1997年7月。ISBN 4198607400。
  - 『アイラのおとまり』前沢明枝（翻訳）、ひさかたチャイルド、2009年7月。ISBN 978-4893257406。
- 小杉佐恵子（翻訳）、大日本図書〈ワニのライルのおはなし〉。
  - 『ワニのライルがやってきた』 1巻、1984年7月。ISBN 978-4477162812。
  - 『ワニのライル、動物園をにげだす』 2巻、1984年7月。ISBN 978-4477162829。
  - 『ワニのライルとたんじょうパーティー』 3巻、1984年8月。ISBN 978-4477162836。
  - 『ワニのライルとなぞの手紙』 4巻、1984年8月。ISBN 978-4477162843。
  - 『ワニのライル、おかあさんをみつける』 5巻、1984年9月。ISBN 978-4477162850。
  - 『ワニのライルとどろぼうじけん』 6巻、1996年2月。ISBN 978-4477006581。
  - 『ワニのライルは会社のにんきもの』 7巻、1996年2月。ISBN 978-4477006598。
  - 『ワニのライルのクリスマス』 8巻、1999年11月。ISBN 978-4477010687。
- 『ネズミなんていないでしょ?』ながたきやふきこ（翻訳）、あかね書房〈あかねせかいの本〉、1996年4月（原著1995年）。ISBN 978-4251005212。
- 『勇気』日野原重明（翻訳）、ユーリーグ、2003年6月（原著2002年）。ISBN 978-4946491313。
- 『あたしのすきなもの、なぁんだ?』スージー・リー（絵）、松川真弓（翻訳）、評論社〈児童図書館・絵本の部屋〉、2017年11月。ISBN 978-4566080300。